# Kappel (Freiburg im Breisgau)
Kappel ist ein Stadtteil von Freiburg im Breisgau mit eigener Ortsverwaltung. Die knapp 2700 Einwohner (2010) zählende Ortschaft liegt im Osten der Stadt südlich der Dreisam und der Höllentalbahn. Kappel wurde am 1. Juli 1974 zu Freiburg eingemeindet. Der Ort liegt in einem südlichen Seitental des Dreisamtals am Fuße des 1284 m hohen Schauinslandes im Schwarzwald.

## Geographie

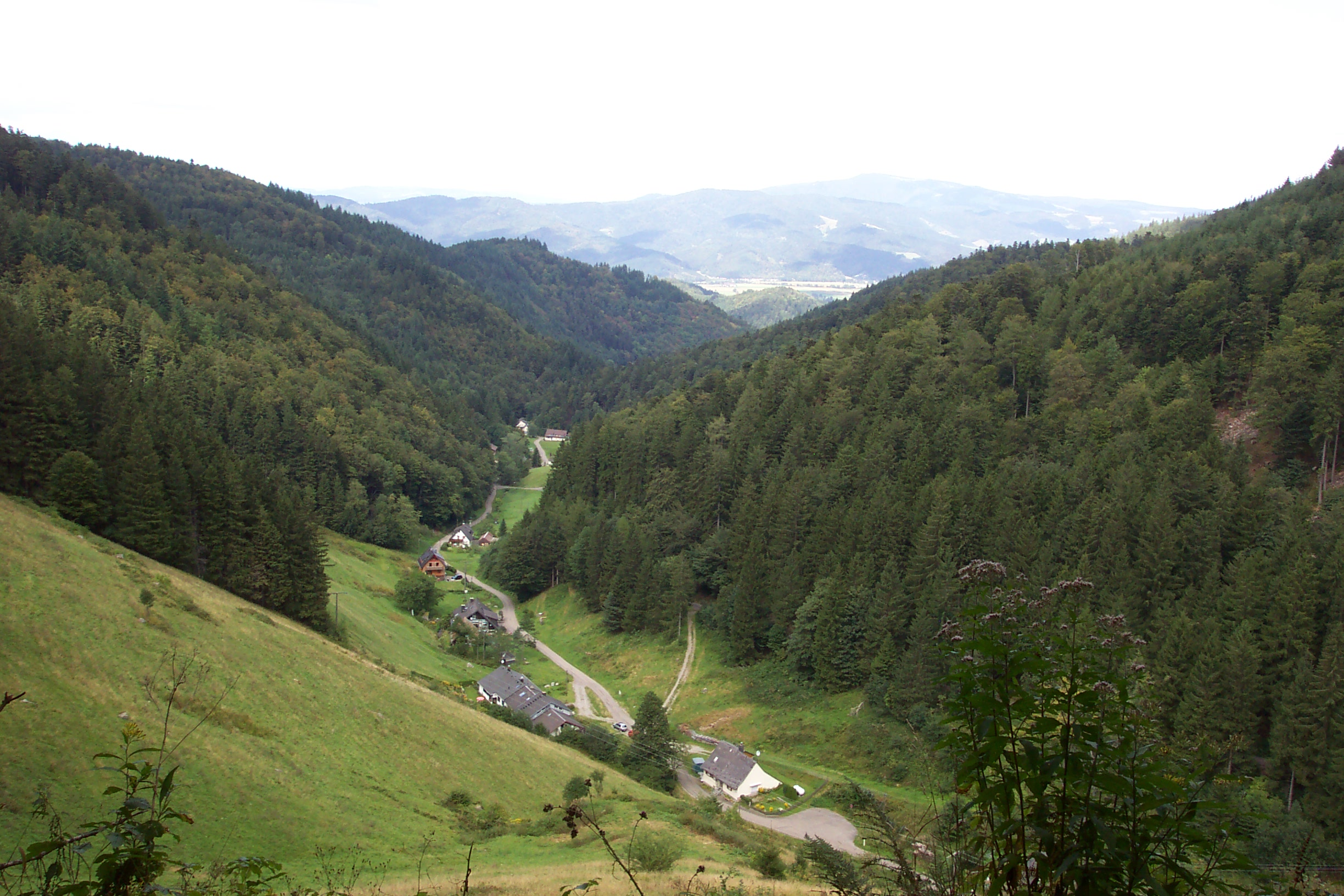
Blick in das Kappeler Tal

Das Kappler Tal teilt sich nach Süden hin in ein großes und kleines Tal (Großtal und Kleintal). In beiden Tälern liegen verstreut einige Bauernhöfe; im Norden des Großtals liegt mit der Molzhofsiedlung ein kleineres Wohngebiet, das 1936 aus einer Bergarbeitersiedlung entstand. Es wurde von der damaligen Reichsheimstätte in der Nähe des landwirtschaftlichen Anwesens Molzhof errichtet.
Die Kappler Gemarkung reicht von 338 m am tiefsten Punkt im Norden bis zum Schauinslandgipfel in 1284 m Höhe im Süden. Dieser fällt an der Kappler Wand nach Norden zum Tal hin steil ab.
Die westliche Gemarkungsgrenze zum Stadtteil Günterstal verläuft dabei entlang des vom Schauinslandgipfel nach Norden abfallenden Grates über den Pflugfelsen, Taubenkopf, Horber Felsen, den Pass zwischen Kappler Tal und Günterstal bei der Schlackerhütte und den Eichkopf bis zur Schanze auf dem knapp 838 Meter hohen Kybfelsen, wo sie auf die Gemarkung von Littenweiler trifft.  Dort folgt sie in fast genau nordöstlicher Richtung dem Höhenrücken bis zur Kappeler Straße in Freiburg, an der entlang sie dann nach Osten verläuft, bis sie bei Neuhäuser die Gemarkung von Kirchzarten erreicht.
Kappel selbst ist mit dem Siedlungsgebiet der Stadt Freiburg über den westlichen Nachbarstadtteil Littenweiler verbunden. Östlich davon geht die Bebauung ohne sichtbare Zäsur in den Kirchzartener Ortsteil Neuhäuser über.

## Geschichte
Kappel entstand vermutlich im 11. Jahrhundert nach ausgedehnten Rodungen im Norden des Kappler Tals. Eine Kapelle (capella) wird 1275 erstmals genannt, vermutlich der Ursprung des Ortsnamens. Die heutige Pfarrkirche St. Peter und Paul (Freiburg-Kappel) entstand Mitte des 18. Jahrhunderts in schlichtem Barockstil und wurde 1749 geweiht. Sie war bis 1916 auch Pfarrkirche des benachbarten Dorfes Littenweiler.
Vom ausgehenden Mittelalter bis ins Jahr 1954 wurde im Kappler Tal Bergbau betrieben. Die Stolberger Zink AG betrieb den Bergbau und hinterließ ein mit Schwermetallen verseuchtes 2,4 Hektar großes Areal, wo sich die Erzwäscherei befand. Aufgrund der geschätzten Kosten von 6 bis 6,5 Millionen Euro ist die Sanierung Anfang 2017 erstmal gescheitert.
Um 1950 entstand um den ehemaligen Bahnhof herum die Bahnhofssiedlung, in der vor allem Vertriebene eine neue Heimat fanden.
Die Eingemeindung nach Freiburg erfolgte am 1. Juli 1974 nicht ganz freiwillig, doch konnte sich der Ort im Eingemeindungsvertrag eine gewisse Eigenständigkeit u. a. durch eine eigene Ortschaftsverfassung mit Ortsvorsteher und Ortschaftsrat bewahren.
Von 1964 bis 2021 gab es im Ort einen Lebensmittelladen, seitdem nur noch einen Naturkostladen.

## Verkehr
Der Haltepunkt Kappel an der Höllentalbahn, die am nördlichen Rande der Gemarkung verläuft, wurde bereits in den 1980er Jahren stillgelegt, die Bahnsteige wurden entfernt. Im Zuge des Ausbaus der Breisgau S-Bahn wird über eine Wiedererrichtung des Haltepunktes Kapplertal diskutiert. Der nächste Bahnhof an dieser Strecke befindet sich in Freiburg-Littenweiler. Die Ortschaft ist durch eine Buslinie, die zur Endhaltestelle Littenweiler der Freiburger Straßenbahnlinie 1 führt, mit dem Netz des Öffentlichen Nahverkehrs in der Region Freiburg verbunden. Die Straßenbahnlinie soll von der Haltestelle Laßbergstraße über den Bahnhof Littenweiler bis zum Kappler Knoten verlängert werden. Der ursprünglich für Mitte 2023 vorgesehene Baubeginn ist nun für Februar 2025 geplant.
Im Jahr 2022 wurde die bislang nur testweise aufgestellte Station des Fahrradverleihsystems Frelo dauerhaft installiert. Für den Radverkehr ist Kappel durch den FR 8 entlang der Höllentalbahn über Littenweiler, Waldsee und die Wiehre mit dem Freiburger Radnetz verbunden. Entlang des Golfplatzes besteht ein Radweg in den Kirchzartener Ortsteil Zarten. Dort beginnt auch der Dreisamradweg FR 1 über den Stühlinger und Haslach nach Lehen und Umkirch. Der Dreisamtalradweg führt von Kappel nach Kirchzarten und Oberried. In diesem Abschnitt identisch verläuft der Südschwarzwaldradweg, der als Rundweg von Hinterzarten über Waldshut-Tiengen und Basel nach Freiburg führt.
Nach dem Stadtteil Kappel ist auch der 2002 eröffnete Kappler Tunnel in Freiburg benannt, der ein Teilstück der B 31 ist.

## Bildung, Sport
Kappel verfügt über
- zwei Kindergärten: den Waldkindergarten Fuchsbau und den Katholischen Kindergarten St. Barbara
- eine Grundschule: die Schauinslandschule
- einen Sportverein: den SV Kappel.